# Нуклеарна електрана Ловиса
Нуклеарна електрана Ловиса је нуклеарна електрана у Финској. Налази се у близини града Ловиса и састоји се из два ВВЕР реактора. Реактори су типа ВВЕР-440 и сваки производи 488 мегавата енергије. Занимљиво је да су делови електране направљени на западу (сигурносни и контролни системи), а неки делови на истоку (реактори типа ВВЕР су конструисани прво на истоку), па зато сама електрана чини занимљив склоп источне и западне концепције реактора.
Оба реактора спадају у групу реактора са водом под притиском. Блокови електране су почели са радом 1977. и 1980. године и данас производе 488 мегавати електричне енергије. 26. јула 2007. године продужене су лиценце и предвиђено је да ће реактори радити до 2027. односно 2030. године уз обавезну ревизију сигурносних система 2015. и 2023. године.
| Реактор-блок | Тип реактора   | Нето снага   | Бруто снага  | Почетак изградње рада | Почетак рада реактора | Почетак комерцијалне употребе |
| ------------ | -------------- | ------------ | ------------ | --------------------- | --------------------- | ----------------------------- |
| Ловиса-1     | ВВЕР-440/В-213 | 488 мегавата | 510 мегавата | 1.5.1971              | 8.2.1977              | 9.5.1977                      |
| Ловиса-2     | ВВЕР-440/В-213 | 488 мегавата | 510 мегавата | 1.8.1972              | 4.11.1980             | 5.1.1981                      |